# Rugby Europe International Championships
De Rugby Europe International Championships vormen het Europees kampioenschap rugby union voor landen die niet deelnemen aan het Zeslandentoernooi.

## Geschiedenis

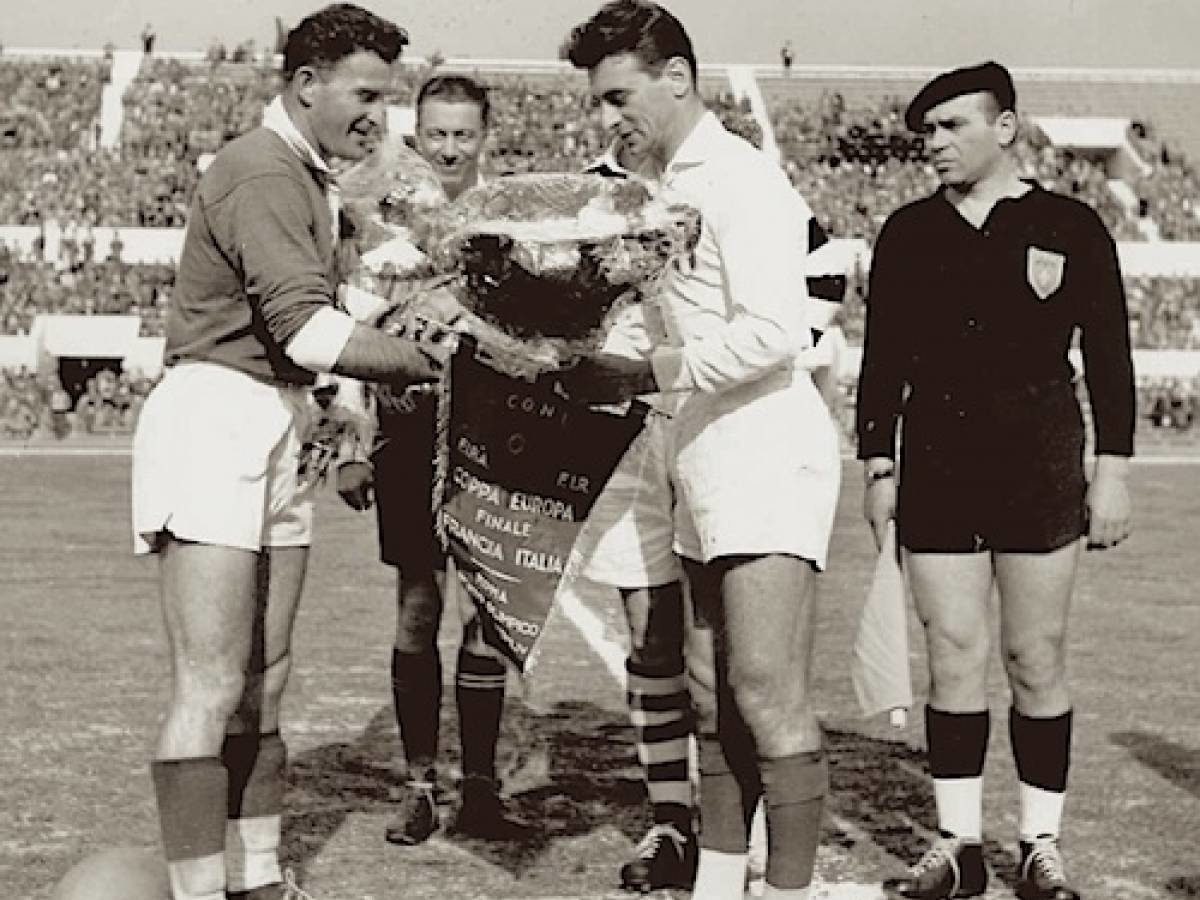
De aanvoerders van Frankrijk en Italië voor de start van de finale in 1954

Nadat Frankrijk in 1931 uit het Vijflandentoernooi werd gezet, besloten verschillende Europese landen de Fédération Internationale de Rugby Amateur (FIRA) op te richten, als tegengewicht voor het International Rugby Football Board (IRFB), waarin enkel Engeland, Ierland, Schotland en Wales vertegenwoordigd waren. In 1936 richtte de FIRA voor het eerst zelf een toernooi in voor Europese nationale rugbyteams. Frankrijk won de eerste drie edities. In 1939 werd Frankrijk terug toegelaten tot het Vijflandentoernooi, waarna het (met uitzondering van 1952 en 1954) wachten was tot eind 1965 op een nieuw Europees toernooi. Ondanks het feit dat het Franse team deelnam aan het Vijflandentoernooi, nam het land toch deel aan de FIRA-toernooien, zij het met een militair, amateur- of jeugdteam. Frankrijk bleef de FIRA-toernooien jarenlang domineren, en kroonde zich 25 keer tot kampioen.
In de jaren negentig viel de belangstelling voor het toernooi zienderogen terug. De organisatie werd ook onregelmatiger, en het toernooi werd verschillende malen niet georganiseerd om plaats te maken op de internationale kalender voor kwalificatietoernooien voor het wereldkampioenschap rugby. Toen na het toernooi van 1997 ook Italië toegelaten werd tot (wat nu bekend staat als) het Zeslandentoernooi, werd het toernooi tijdelijk opgeheven.

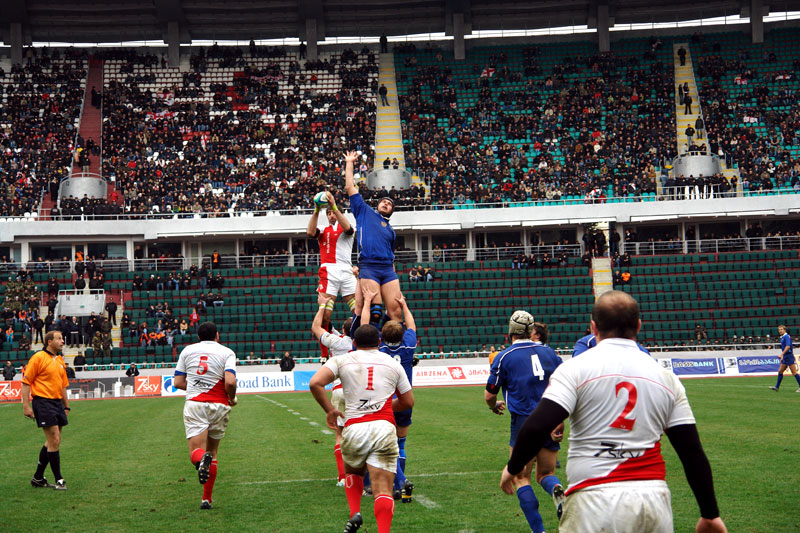
Georgië versus Rusland in 2007

In 2000 volgde er een grote hervorming van het kampioenschap, dat nu zonder Frankrijk en Italië verder moest. Het kampioenschap werd opgedeeld in verschillende divisies. Toernooien verliepen meestal over twee jaar, al werd er wel elk jaar een kampioen gekroond. In 2016 volgde een nieuwe hervorming en werd het wederom een jaarlijks kampioenschap. In 2022 werd het huidige format vastgelegd, waarin jaarlijks een kampioen wordt gekroond, maar er slechts om de twee jaar (op basis van de opgetelde resultaten van de voorgaande twee seizoenen) gedegradeerd of gepromoveerd kan worden.
Sedert de eeuwwisseling is Georgië het meest dominante land in het toernooi, al blijft Frankrijk met voorsprong recordkampioen. België en Nederland stonden nog nooit op het podium. België eindigde in 2018 als vierde, Nederland heeft de vijfde plaats (behaald in 2022, 2023 en 2024) als hoogste eindnotering.
In de hoogste divisie (Championship) strijden in de periode 2025-2026 de volgende landen om de titel: België, Duitsland, Georgië, Nederland, Portugal, Roemenië, Spanje en Zwitserland.

## Divisies
- Championship: hierin spelen de acht beste Europese landen die niet deelnemen aan het Zeslandentoernooi, verdeeld over twee groepen van vier landen. De winnaar van deze divisie wordt gekroond tot kampioen van de Rugby Europe International Championships. In de even jaren degradeert het land dat over twee seizoenen heen het minste aantal punten heeft behaald.
- Trophy: hierin spelen de zes beste Europese landen die niet deelnemen aan het Championship. Het land dat over twee seizoenen heen het hoogste aantal punten heeft behaald, promoveert naar het Championship; het land dat onderaan eindigt, degradeert naar de Conference.
- Conference: hierin spelen alle overige landen, die opgedeeld worden in vijf groepen. De landen worden verdeeld in geografische groepen. De vier best gerangschikte groepswinnaars (over twee seizoenen heen) spelen in play-offs om promotie naar de Trophy.

## Erelijst
| Jaar | Goud      | Zilver      | Brons             |
| ---- | --------- | ----------- | ----------------- |
| 1936 | Frankrijk | Duitsland   | Italië            |
| 1937 | Frankrijk | Italië      | Duitsland         |
| 1938 | Frankrijk | Duitsland   | Roemenië          |
| 1952 | Frankrijk | Italië      | West-Duitsland    |
| 1954 | Frankrijk | Italië      | Spanje            |
| 1966 | Frankrijk | Italië      | Roemenië          |
| 1967 | Frankrijk | Roemenië    | Italië            |
| 1968 | Frankrijk | Roemenië    | Tsjecho-Slowakije |
| 1969 | Roemenië  | Frankrijk   | Tsjecho-Slowakije |
| 1970 | Frankrijk | Roemenië    | Italië            |
| 1971 | Frankrijk | Roemenië    | Marokko           |
| 1972 | Frankrijk | Roemenië    | Marokko           |
| 1973 | Frankrijk | Roemenië    | Spanje            |
| 1974 | Frankrijk | Italië      | Spanje            |
| 1975 | Roemenië  | Frankrijk   | Italië            |
| 1976 | Frankrijk | Italië      | Roemenië          |
| 1977 | Roemenië  | Frankrijk   | Italië            |
| 1978 | Frankrijk | Roemenië    | Spanje            |
| 1979 | Frankrijk | Roemenië    | Sovjet-Unie       |
| 1980 | Frankrijk | Roemenië    | Italië            |
| 1981 | Roemenië  | Frankrijk   | Sovjet-Unie       |
| 1982 | Frankrijk | Italië      | Roemenië          |
| 1983 | Roemenië  | Italië      | Sovjet-Unie       |
| 1984 | Frankrijk | Roemenië    | Italië            |
| 1985 | Frankrijk | Sovjet-Unie | Italië            |
| 1987 | Frankrijk | Sovjet-Unie | Roemenië          |
| 1989 | Frankrijk | Sovjet-Unie | Roemenië          |
| 1990 | Frankrijk | Sovjet-Unie | Roemenië          |
| 1992 | Frankrijk | Italië      | Roemenië          |
| 1994 | Frankrijk | Italië      | Roemenië          |
| 1997 | Italië    | Frankrijk   | Roemenië          |
| 2000 | Roemenië  | Georgië     | Marokko           |
| 2001 | Georgië   | Roemenië    | Rusland           |
| 2002 | Roemenië  | Georgië     | Rusland           |
| 2004 | Portugal  | Roemenië    | Georgië           |
| 2006 | Roemenië  | Georgië     | Portugal          |
| 2008 | Georgië   | Rusland     | Roemenië          |
| 2009 | Georgië   | Rusland     | Portugal          |
| 2010 | Roemenië  | Georgië     | Rusland           |
| 2011 | Georgië   | Roemenië    | Portugal          |
| 2012 | Georgië   | Spanje      | Roemenië          |
| 2013 | Georgië   | Roemenië    | Rusland           |
| 2014 | Georgië   | Roemenië    | Rusland           |
| 2015 | Georgië   | Roemenië    | Spanje            |
| 2016 | Georgië   | Roemenië    | Rusland           |
| 2017 | Roemenië  | Georgië     | Spanje            |
| 2018 | Georgië   | Rusland     | Duitsland         |
| 2019 | Georgië   | Spanje      | Roemenië          |
| 2020 | Georgië   | Spanje      | Roemenië          |
| 2021 | Georgië   | Roemenië    | Portugal          |
| 2022 | Georgië   | Roemenië    | Spanje            |
| 2023 | Georgië   | Portugal    | Roemenië          |
| 2024 | Georgië   | Portugal    | Spanje            |
| 2025 | Georgië   | Spanje      | Roemenië          |

## Medaillespiegel
| Plaats | Land              | Goud | Zilver | Brons | Totaal |
| 1      | Frankrijk         | 25   | 5      | 0     | 30     |
| 2      | Georgië           | 17   | 5      | 1     | 23     |
| 3      | Roemenië          | 10   | 20     | 16    | 46     |
| 4      | Italië            | 1    | 9      | 8     | 18     |
| 5      | Portugal          | 1    | 2      | 4     | 7      |
| 6      | Spanje            | 0    | 4      | 7     | 11     |
| 7      | Sovjet-Unie       | 0    | 4      | 4     | 8      |
| 8      | Rusland           | 0    | 3      | 6     | 9      |
| 9      | Duitsland         | 0    | 2      | 3     | 5      |
| 10     | Marokko           | 0    | 0      | 3     | 3      |
| 11     | Tsjecho-Slowakije | 0    | 0      | 2     | 2      |
| Totaal | Totaal            | 54   | 54     | 54    | 162    |